# Ulpio Cornelio Leliano
Ulpio Cornelio Leliano o Lolliano (latino: Ulpius Cornelius Laelianus, ma anche Lollianus; ... – 269) fu un usurpatore dell'Imperatore delle Gallie Postumo (269).
È incluso nell'elenco dei Trenta Tiranni della Historia Augusta.

## Origini
Si sa poco delle origini di Leliano: ebbe il nomen di un'importante e nobile famiglia dell'Hispania, gli Ulpii, che comprese tra i suoi membri Traiano, e potrebbe quindi farne parte. Questa ipotesi è suffragata dalla forte allusione all'Hispania presente su un aureo da lui coniato, che raffigura la personificazione dell'Hispania adagiata con un coniglio al fianco. Se questa ipotesi corrispondesse alla verità, il ritorno di questa provincia all'impero di Claudio II il Gotico dopo la morte di Leliano per mano di Postumo, apparentemente senza scontri, assumerebbe un nuovo significato.

## Regno
Leliano si proclamò imperatore a Magonza nel febbraio/marzo 268. Sebbene la sua esatta funzione non sia nota, si ritiene che fosse un alto ufficiale sotto Postumo, o il legatus Augusti pro praetore della Germania superiore o il comandante della Legio XXII Primigenia di stanza a Mogontiacum. Leliano rappresentò un grave pericolo per Postumo, in quanto comandava due legioni, la XXII Primigenia, di stanza a Mogontiacum (Magonza), e la VIII Augusta, acquartierata ad Argentoratum (Strasburgo): malgrado ciò, la sua ribellione durò solo due mesi, poi fu decapitato, dai suoi stessi soldati o forse dai soldati di Postumo, che avevano messo sotto assedio la capitale.
L'assedio di Magonza fu comunque letale anche per Postumo, il quale fu ucciso dai propri soldati per essersi rifiutato di permetter loro di saccheggiare la città conquistata.

### Fonti primarie
- Historia Augusta, Trenta Tiranni, Lolliano.

### Fonti secondarie
- Polfer, Michel, "Laelianus", De Imperatoribus Romanis, su roman-emperors.org.
- (EN) Chris Scarre, Chronicle of the roman emperors, New York, 1999,  pp. 172 e 176, ISBN 0-500-05077-5.